# Univerzita Carnegieho–Mellonových
Univerzita Carnegieho–Mellonových (Carnegie Mellon University, CMU) je soukromá výzkumná univerzita v Pittsburghu v Pensylvánii. S názvem Carnegie Technical Schools ji v roce 1900 založil Andrew Carnegie. V roce 1912 se přejmenovala na Carnegie Institute of Technology a v roce 1967 se spojila s Institutem průmyslového výzkumu Mellonových. Areál školy je velký 57 hektarů (0,57 km²) a nachází se v blízkosti kampusu Pittsburské univerzity.

## Fakulty
- Carnegie Institute of Technology – technické obory
- College of Fine Arts – umělecké obory
- College of Humanities and Social Sciences – humanitní a společenské obory
- Mellon College of Science – přírodovědecké obory
- Tepper School of Business – ekonomické obory
- School of Computer Science – informatika
- H. John Heinz III College – management

## Výzkumné instituty
- Pittsburgh Supercomputing Center – centrum pro high-performance computing
- Robotics Institute – významné centrum robotického výzkumu
- Software Engineering Institute – centrum pro softwarové inženýrství financované vládou
- Human-Computer Interaction Institute – výzkum interakce člověka s počítačem
- Language Technologies Institute – centrum pro jazykové technologie (strojový překlad, rozpoznávání řeči, extrakce informací atd.)
- Carnegie School – výzkum v rámci ekonomie a managementu

## Významní absolventi
- Clifford Shull – nositel Nobelovy ceny za fyziku
- John Forbes Nash – nositel Nobelovy ceny za ekonomii
- Finn E. Kydland – nositel Nobelovy ceny za ekonomii
- Edward C. Prescott – nositel Nobelovy ceny za ekonomii
- John Hall – nositel Nobelovy ceny za fyziku
- Oliver E. Williamson – nositel Nobelovy ceny za ekonomii
- Dale T. Mortensen – nositel Nobelovy ceny za ekonomii
- Alan J. Perlis – nositel Turingovy ceny
- Ivan Sutherland – nositel Turingovy ceny
- Edgar Mitchell – kosmonaut
- René Auberjonois – herec a režisér
- Matt Bomer – herec
- Cote de Pablo – herečka
- Josh Groban – zpěvák
- Ethan Hawke – herec
- Holly Hunter – herečka, držitelka Oscara
- Henry Mancini – hudební skladatel a dirigent
- Zachary Quinto – herec
- Shalom Tomáš Neuman - Umělec[1]
- Laura San Giacomo – herečka
- Patrick Wilson – herec
- Andy Warhol – vůdčí osobnost pop artu